# Icecream PDF Editor
Icecream PDF Editor — программное обеспечение для полноценного редактирования файлов формата PDF документов и их просмотра. Бесплатная версия не позволяет объединять файлы и добавляет водяной знак, но не имеет ограничений по времени использования.

### Возможности
- Распознавание имеющегося в документе текста и его шрифта для полноценного редактирования текста документов.
- Возможность добавления закладок для документов.
- Поиск внутри документов
- Печать и просмотр документов.
- Заполнение имеющихся в документе форм.
- Создание новых PDF файлов с нуля.
- Добавление новых страниц в файлы.
- Поворот и удаление страниц.
- Объединение PDF файлов.
- Добавление изображений в режиме редактирования.
- Широкие возможности добавления аннотаций.